# Campionato Matogrossense 2024
Il Campionato Matogrossense 2024 è stata l'82ª edizione della massima serie del campionato cearense. La stagione è iniziata il 20 gennaio 2024 e si è conclusa il 6 aprile successivo.

## Stagione

### Novità
Al termine della stagione 2023, sono retrocesse in Segunda Divisão Cacerense e Sport Sinop. Dalla seconda divisione, invece, sono state promosse Primavera e AA Araguaia.

### Formato
Alla prima fase del torneo, consistente in una fase a gironi, prendono parte dieci squadre. Le prime due classificate di tale girone, accedono alla semifinale, mentre dalla terza alla sesta classificata partono dai quarti di finale.
La formazione vincitrice, potrà partecipare alla Coppa del Brasile 2025 e alla Copa Verde 2025; la formazione vice-campione solo alla Coppa del Brasile. Esclusi i club che sono già qualificati alle prime tre serie del campionato nazionale, la formazione meglio piazzata potrà partecipare alla Série D 2025.

## Risultati

### Prima fase
|  | Pos. | Squadra            | Pt | G | V | N | P | GF | GS | DR  |
|  | ---- | ------------------ | -- | - | - | - | - | -- | -- | --- |
|  | 1.   | União Rondonópolis | 25 | 9 | 8 | 1 | 0 | 19 | 5  | +14 |
|  | 2.   | Cuiabá             | 19 | 9 | 5 | 4 | 0 | 20 | 8  | +12 |
|  | 3.   | Luverdense         | 17 | 9 | 5 | 2 | 2 | 15 | 9  | +6  |
|  | 4.   | CEOV               | 14 | 9 | 4 | 2 | 3 | 10 | 10 | 0   |
|  | 5.   | Mixto              | 12 | 9 | 3 | 3 | 3 | 12 | 13 | -1  |
|  | 6.   | Nova Mutum         | 11 | 9 | 3 | 2 | 4 | 9  | 9  | 0   |
|  | 7.   | Primavera          | 8  | 9 | 1 | 5 | 3 | 5  | 8  | -3  |
|  | 8.   | Academia           | 6  | 9 | 2 | 0 | 7 | 8  | 14 | -6  |
|  | 9.   | Dom Bosco          | 6  | 9 | 1 | 3 | 5 | 6  | 18 | -12 |
|  | 10.  | AA Araguaia        | 5  | 9 | 1 | 2 | 6 | 4  | 14 | -10 |

Legenda:
      Ammessa alle semifinali della seconda fase.
      Ammessa ai quarti di finale della seconda fase.
      Retrocesse in Segunda Divisão 2024
Note:
Tre punti a vittoria, uno a pareggio, zero a sconfitta.

### Seconda fase

#### Quarti di fase
| Squadra 1  | Totale          | Squadra 2  | Andata | Ritorno |
| ---------- | --------------- | ---------- | ------ | ------- |
| Mixto      | 5 – 5 (5-4 dtr) | CEOV       | 2 – 3  | 3 – 2   |
| Nova Mutum | 2 – 3           | Luverdense | 2 – 2  | 0 – 1   |

#### Semifinali
| Squadra 1  | Totale | Squadra 2          | Andata | Ritorno |
| ---------- | ------ | ------------------ | ------ | ------- |
| Mixto      | 1 – 3  | União Rondonópolis | 0 – 1  | 1 – 2   |
| Luverdense | 3 – 5  | Cuiabá             | 0 – 1  | 3 – 4   |

#### Finale
| Squadra 1 | Totale | Squadra 2          | Andata | Ritorno |
| --------- | ------ | ------------------ | ------ | ------- |
| Cuiabá    | 2 – 0  | União Rondonópolis | 1 – 0  | 1 – 0   |